# Programa Genomas Brasil

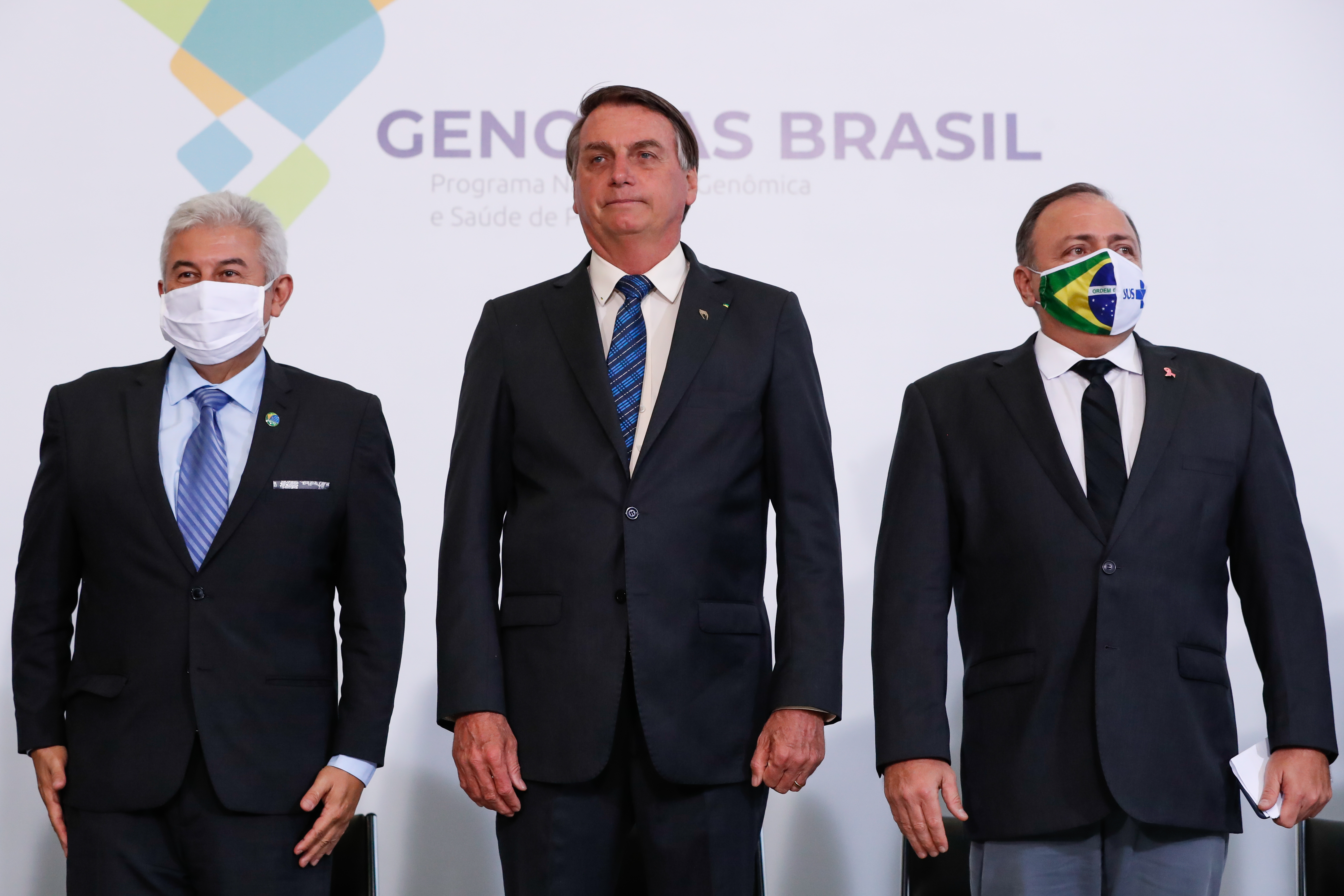
Presidente Jair Bolsonaro e Ministros Marcos Pontes e Eduardo Pazuello na cerimônia de lançamento do Programa Genomas Brasil.

O Programa Genomas Brasil, ou Programa Nacional de Genômica e Saúde de Precisão, é um programa do Governo Federal cujo principal objetivo é a criação de um banco de dados nacional com 100 mil genomas completos de brasileiros. O lançamento do programa em 14 de outubro de 2020 contou com a presença do presidente Jair Bolsonaro, do ministro da Saúde, Eduardo Pazuello, do Ministro de Ciência e Tecnologia Marcos Pontes, além de diversas outras autoridades.

## O projeto
O projeto sequenciará genes de portadores de doenças raras, cardíacas, câncer e infectocontagiosas, como a Covid-19. A escolha das doenças levou em conta a quantidade de casos no país e o alto custo que geram ao Sistema Único de Saúde (SUS).
O projeto vai incentivar o desenvolvimento científico e tecnológico nas áreas de genômica e saúde de precisão no âmbito do SUS, além de impulsionar o desenvolvimento da indústria genômica nacional.  Na prática, o novo programa vai ajudar nos avanços de prevenção, tratamento e diagnósticos médicos, financiar pesquisas, proporcionar avanços tecnológicos em relação a terapias inovadoras e formar novos cientistas capazes de decifrar a relação entre o código genético e as doenças da população.
Segundo o Ministério da Saúde, o investimento previsto no programa para os primeiros quatro anos é de, pelo menos, R$ 600 milhões. Com o Programa Genomas Brasil, a ideia também é tornar o Brasil um dos líderes globais na área da medicina de precisão. O programa foi instituído por meio de Portaria 1.949/20 publicada em agosto deste ano no Diário Oficial da União.

## Implantação
O Genomas Brasil irá trabalhar com três frentes para criar um cenário que permita implementar a saúde de precisão no SUS.
Primeira fase - fortalecer as áreas de ciência e tecnologia no país, apoiando a execução de pesquisas e formação de pesquisadores. Para essa etapa, já foram disponibilizados R$ 71 milhões. A iniciativa conta com a parceria do Banco Nacional de Desenvolvimento Econômico e Social (BNDES). 
Segunda fase – vai estabelecer um projeto piloto de pesquisa para analisar a viabilidade de implementação de serviço de genômica e saúde de precisão no SUS, além de qualificar os profissionais da rede pública para a medicina personalizada e de precisão. 
Terceira fase - para fortalecer a indústria brasileira de genômica e saúde de precisão. Prevê a criação de um programa de pré-aceleração de startups, com o objetivo de estimular ideias inovadoras para a indústria nacional. 

## Genética
Em biologia molecular, a Genômica é o campo da ciência que estuda a estrutura, a função, a evolução e o mapeamento completo do genoma, que é a sequência completa de DNA (ácido desoxirribonucleico) de um organismo, ou seja, um conjunto de todos os genes de um ser vivo. Estudar o genoma é como estudar a anatomia molecular de uma espécie. Conhecer um genoma de um organismo pode trazer informações importantes sobre um ser vivo, como, por exemplo, os fatores que podem desencadear doenças, como câncer e diabetes.